# クラウディオ・カサッパ
クラウディオ・カサッパ（Cláudio Caçapa）または、カサッパ（Caçapa）こと、クラウディオ・ロベルト・ダ・シウヴァ（Cláudio Roberto da Silva 、1976年5月29日 - ）はブラジル出身の元同国代表のサッカー選手。ポジションはディフェンダー。現在はベルギー・プロ・リーグのRWDモレンベークの監督を務める。

## 経歴
オリンピック・リヨン時代にはキャプテンとしてチームを引っ張った。しかし、2006-07シーズンにはセバスティアン・スキラシにポジションを奪われ、出場機会を求めシーズン終了後にニューカッスル・ユナイテッドFCに移籍。2008-09シーズン終了後、契約満了に伴いニューカッスルを退団。2009年8月に、ブラジルのクルゼイロECと契約した。2011年1月25日、フランスのエヴィアン・トノン・ガイヤールFCに移籍し、半年後の7月25日にはアヴァイFCに移籍した。

## 監督成績
2023年10月6日現在
| クラブ            | 就任          | 退任         | 記録 | 記録 | 記録 | 記録 | 記録 | 記録 | 記録   | 記録   |
| クラブ            | 就任          | 退任         | 試合 | 勝   | 分   | 負   | 得点 | 失点 | 得失点 | 勝率 % |
| ----------------- | ------------- | ------------ | ---- | ---- | ---- | ---- | ---- | ---- | ------ | ------ |
| ボタフォゴ (暫定) | 2023年7月1日  | 2023年7月9日 | 4    | 4    | 0    | 0    | 8    | 0    | +8     | 100.00 |
| RWDモレンベーク   | 2023年7月25日 |              | 10   | 3    | 3    | 4    | 11   | 20   | −9     | 030.00 |
| 通算              | 通算          | 通算         | 14   | 7    | 3    | 4    | 19   | 20   | −1     | 050.00 |

## タイトル
アトレチコ・ミネイロ
- カンピオナート・ミネイロ: 1997
- コパCONMEBOL: 1997

リヨン
- リーグ・アン: 2001-02, 2002-03, 2003-04, 2004-05, 2005-06, 2006-07
- クープ・ドゥ・ラ・リーグ: 2000-01
- トロフェ・デ・シャンピオン: 2002, 2003, 2004, 2005, 2006

エヴィアン
- リーグ・ドゥ: 2010-11